# ماوريس مولتهاب
ماوريس مولتهاب (بالألمانية: Maurice Multhaup) (15 ديسمبر 1996 ببوتروب في ألمانيا - ) هو لاعب كرة قدم ألماني في مركز الوسط. شارك مع منتخب ألمانيا الوطني لكرة القدم تحت 15 سنة ‏ ومنتخب ألمانيا تحت 16 سنة لكرة القدم ومنتخب ألمانيا تحت 17 سنة لكرة القدم ومنتخب ألمانيا تحت 19 سنة لكرة القدم. أما مع النوادي، فقد لعب مع إنغولشتات 04 وشالكه 04.

## وصلات خارجية
- ماوريس مولتهاب على موقع قاعدة بيانات كرة القدم.إي يو (الإنجليزية)
- ماوريس مولتهاب على موقع Soccerway.com (الإنجليزية)
- ماوريس مولتهاب على موقع عالم كرة القدم.نت (الإنجليزية)
- ماوريس مولتهاب على موقع AS.com (الإسبانية)